# 쿠프라주

쿠프라주

쿠프라주(아랍어: الكفرة)는 리비아 남동부에 있는 주로, 이집트, 수단, 차드와 국경을 접한다. 면적은 483,510km2이며 인구는 50,104명(2006년 기준)이다. 주도는 알자우프이다.